# روزهای عجیب
«روزهای عجیب» (به انگلیسی: Strange Days) آلبومی از دورز است که در سال ۱۹۶۷ میلادی منتشر شد.